# Кредитен риск
Кредитен риск е рискът от загуба поради неплащане на задълженията на длъжник на заем или кредитна линия (или друг вид дълг) и коя да е част от него – главница, лихва, купони или всичко.

## От кредитор към потребител
Повечето кредитори използват собствени модели за да класифицират потенциални и съществуващи клиенти според техния риск и после използват определени стратегии. С продукти като свободни потребителски кредити или ипотечни кредити, кредиторите слагат по-висока цена на капитала за по-високо рискови клиенти и обратното. С револвиращи продукти като кредитните карти и овърдрафти, рискът се контролира чрез внимателно използване на кредитните лимити. Някои продукти също така изискват обезщетения, обикновено под формата на някаква собственост.

## От кредитор към бизнеса
Кредиторите може да използват възможността за размяна на цената/преимуществата на заема според неговия риск и лихвените равнища. Все пак, лихвения процент не е единствения метод да компенсира за различни нива на риск. Допълнителни условия могат да бъдат включени в договора за да позволяват на кредитора да упражнява различни нива на контрол. Подобни допълнителни условия могат да:
- ограничат кредитополучателя да отслабва балансовите си стойности във финансовите отчети. Това може да стане чрез разпродажба на активи, изкупуване обратно на акции, плащане на дивиденти и т.н.;
- позволяват за следене на дълга, изискване за одит, месечни отчети и т.н.;
- позволят на кредитора да изисква дълга при определени условия, обикновено базирайки се на определени случаи, или когато определени финансови показатели преминат дадени граници на техните стойности.

Сравнително нов начин за предпазване на кредиторите от и собствениците на облигации от опасностите от неплащане са кредитните деривати, най-обикновено под формата на кредитни суапове. Тези финансови инструменти позволяват на кредиторите да закупят защита от неплащане от трети лица. Тези трети лица получават периодична такса (кредитния спред) като компенсация за риска, който поемат и се съгласяват да закупят дълга в случай на неплащане.

## От бизнеса
Компаниите носят този риск когато не изискват първоначално или на момента плащане за продукти или услуги. Когато една компания първо доставя продуктите и/или услугите и изисква плащане след това, тя автоматично носи риска от не получаване на плащането от клиента за периода от доставка до получаване на средствата.
За да се справят с риска, много компании използват налични ресурси или използват трети компании. Налични ресурси могат да са бази данни създадени въз основа на личния опит, определени програми определящи риска чрез математически/статистически изчисления. Информация за определен клиент може да бъде черпена от кредит рейтингови агенции като Мудис, Стандарт енд Пуър и тн.
Кредитния риск за малки компании практически не е възможно да се управлява, главно поради липсата на информация и недостатъчното ресурси. Поради тази причина, малките компании са по-вероятни потърпевши от неплащания на техни клиенти и тн.

## От физически лица
Потребителите могат да търпят последствията от кредитния риск директно като депозитори в банки или в ролята си на инвеститори/кредитори. Също така, те могат да се сблъскат с кредитен риск, когато влизат в стандартна сделка, в която се предоставя депозит на отсрещната страна, например за голяма покупка или за договор за наем и тн. Работниците на всяка фирма също така носят кредитния риск на работодателя си от неплащане на техните заплати.
В някои случаи, правителствата могат да приемат, че способността на физическите лица да оценяват кредитния риск е ограничена и същия този риск може да ограничи икономическата ефективност. Във връзка с това, правителството на коя да е държава може да приеме определени законови мерки или механизми, които да предпазят потребителите от някои от тези рискове. Пример за това са банковите депозити, които в много страни са застраховани (гарантирани) от централната банка до определена сума, което, за депозитори до тази сума, премахва нуждата за оценяване на кредитния риск на тази определена банка.